# كريستوف هاين
كريستوف هاين (بالألمانية: Christoph Hein)‏ هو كاتب مسرحي ومترجم وكاتب ألماني، ولد في 8 أبريل 1944 في Jasienica, Lower Silesian Voivodeship ‏ في بولندا.

## وصلات خارجية
- كريستوف هاين على موقع IMDb (الإنجليزية)
- كريستوف هاين على موقع مونزينجر (الألمانية)
- كريستوف هاين على موقع ألو سيني (الفرنسية)
- كريستوف هاين على موقع ميوزك برينز (الإنجليزية)
- كريستوف هاين على موقع أول موفي (الإنجليزية)
- كريستوف هاين على موقع ديسكوغز (الإنجليزية)
- كريستوف هاين على موقع قاعدة بيانات الفيلم (الإنجليزية)